# ドミトリー・ネリュビン
ドミトリー・ネリュビン（Dmitry Nelyubin、または、Dimitri Neliubin、1971年2月8日 - 2005年1月1日）は、旧ソビエト連邦（現 ロシア）、レニングラード（現 サンクトペテルブルク）出身の元自転車競技選手。
1988年、現在の規定では参加資格がない、満17歳の年齢でソウルオリンピックの金メダリストとなったが、後述の通り、悲劇の最期を迎えることになった。

## 来歴
1988年
- ジュニア世界選手権自転車競技大会
  - 個人追抜 優勝
  - 団体追抜 優勝
- ツール・ド・ベルギー アマ部門 総合優勝
- ソウルオリンピック
  -  団体追抜 優勝（+ アルトゥーラス・カスプティス、ヴィアチェスラフ・エキモフ、ギンタウタス・ウマラス）

1989年
- ジュニア世界選手権自転車競技大会
  - 個人追抜 優勝
  - 団体追抜 優勝
- トラックレース世界選手権
  - アマ・団体追抜 2位

1990年
- トラックレース世界選手権
  -  アマ・団体追抜 優勝（+ エフゲニー・ベルズィン、アレクサンドル・ゴンチェンコフ、ヴァレリ・バトゥロ）

1991年
- トラックレース世界選手権
  - アマ・団体追抜 2位

1992年
- バルセロナオリンピック
  - 団体追抜 6位

1993年、ノヴメユ・イストルと契約を結びプロ転向。
- ジャパンカップ 3位

1994年、ワールドパーフェクトに移籍。
1996年、RDA・ニューシステムに移籍。
1997年、ロスロット - ZG・モービルに移籍。同年引退。
2005年1月1日、サンクトペテルブルクで、新年を祝う宴席で他の客のグループと口論となり、口論相手に刺殺された。その後、その人物に懲役20年の判決が下った。